# Campeonato Europeu de Natação em Piscina Curta de 2013
O Campeonato Europeu de Natação em Piscina Curta de 2013 foi a 17ª edição do evento organizado pela Liga Europeia de Natação (LEN). A competição foi realizada entre os dias 12 e 15 de dezembro de 2013 na arena Jyske Bank Boxen, em Herning na Dinamarca. Contou com a presença de 559 atletas de 42 nacionalidades, com destaque para a Rússia com 15 medalhas no total, oito só de ouro. 

## Medalhistas
Esses foram os resultados da competição. 

### Masculino
| Evento          | Ouro                                                                            | Ouro     | Prata                                                                                | Prata    | Bronze                                                                              | Bronze   |
| 50 m Livre      | Vladimir Morozov · Rússia                                                       | 20.77    | Marco Orsi · Itália                                                                  | 21.00    | Andriy Hovorov · Ucrânia                                                            | 21.17    |
| 100 m Livre     | Vladimir Morozov · Rússia                                                       | 45.96    | Danila Izotov · Rússia                                                               | 46.41    | Marco Orsi · Itália                                                                 | 46.49    |
| 200 m Livre     | Danila Izotov · Rússia                                                          | 1:41.70  | Nikita Lobintsev · Rússia                                                            | 1:42.33  | Dominik Kozma · HungriaFilippo Magnini · Itália                                     | 1:43.34  |
| 400 m Livre     | Nikita Lobintsev · Rússia                                                       | 3:39.47  | Andrea D'Arrigo · Itália                                                             | 3:40.54  | Velimir Stjepanović · Sérvia                                                        | 3:40.91  |
| 1500 m Livre    | Gergely Gyurta · Hungria                                                        | 14:30.26 | Pál Joensen · Ilhas Feroé                                                            | 14:35.99 | Gabriele Detti · Itália                                                             | 14:36.43 |
| 50 m Costas     | Jérémy Stravius · França                                                        | 23.19    | Christian Diener · Alemanha                                                          | 23.38    | Pavel Sankovich · Bielorrússia                                                      | 23.45    |
| 100 m Costas *  | Jérémy Stravius · França                                                        | 49.74    | Camille Lacourt · FrançaChris Walker-Hebborn · Reino Unido                           | 50.44    | Nenhum                                                                              |          |
| 200 m Costas    | Radosław Kawęcki · Polónia                                                      | 1:49.42  | Péter Bernek · Hungria                                                               | 1:50.43  | Christian Diener · Alemanha                                                         | 1:51.40  |
| 50 m Peito      | Damir Dugonjič · Eslovênia                                                      | 26.21    | Giacomo Perez-Dortona · França                                                       | 26.55    | Barry Murphy · Irlanda                                                              | 26.56    |
| 100 m Peito     | Dániel Gyurta · Hungria                                                         | 57.08    | Marco Koch · Alemanha                                                                | 57.14    | Damir Dugonjič · Eslovênia                                                          | 57.24    |
| 200 m Peito     | Dániel Gyurta · Hungria                                                         | 2:00.72  | Michael Jamieson · Reino Unido                                                       | 2:01.43  | Marco Koch · Alemanha                                                               | 2:01.62  |
| 50 m Borboleta  | Andriy Hovorov · Ucrânia                                                        | 22.36    | Steffen Deibler · Alemanha                                                           | 22.41    | Yauhen Tsurkin · Bielorrússia                                                       | 22.45    |
| 100 m Borboleta | Yevgeny Korotyshkin · Rússia                                                    | 49.68    | Jérémy Stravius · França                                                             | 50.09    | Steffen Deibler · Alemanha                                                          | 50.23    |
| 200 m Borboleta | Velimir Stjepanović · Sérvia                                                    | 1:51.27  | Paweł Korzeniowski · Polónia                                                         | 1:51.36  | Nikolay Skvortsov · Rússia                                                          | 1:51.62  |
| 100 m Medley    | Vladimir Morozov · Rússia                                                       | 51.20    | Sergey Fesikov · Rússia                                                              | 52.23    | Stefano Pizzamiglio · Itália                                                        | 52.81    |
| 200 m Medley    | Philip Heintz · Alemanha                                                        | 1:53.98  | Simon Sjödin · Suécia                                                                | 1:54.28  | Diogo Carvalho · Portugal                                                           | 1:54.89  |
| 400 m Medley    | Dávid Verrasztó · Hungria                                                       | 4:03.48  | Gal Nevo · Israel                                                                    | 4:03.50  | Federico Turrini · Itália                                                           | 4:03.94  |
| 4x50 m Livre    | Rússia · Vladimir Morozov · Sergey Fesikov · Yevgeny Lagunov · Nikita Konovalov | 1:23.36  | Itália · Luca Dotto · Federico Bocchia · Filippo Magnini · Marco Orsi                | 1:24.37  | Bélgica · Jasper Aerents · Pieter Timmers · François Heersbrandt · Yoris Grandjean  | 1:24.86  |
| 4x50 m Medley   | Itália · Stefano Pizzamiglio · Francesco Di Lecce · Piero Codia · Marco Orsi    | 1:32.83  | Alemanha · Christian Diener · Hendrik Feldwehr · Steffen Deibler · Maximilian Oswald | 1:33.06  | Bielorrússia · Pavel Sankovich · Yury Klemparski · Yauhen Tsurkin · Artyom Machekin | 1:34.56  |

* Vitaly Melnikov originalmente ganhou a prata na nado costas 20 m, mas após sua desqualificação por delitos de doping Chris Walker-Hebborn acabou ganhando prata na prova. 

### Feminino
| Evento          | Ouro                                                                                                   | Ouro          | Prata | Prata   | Bronze | Bronze  |
| 50 m Livre      | Ranomi Kromowidjojo · Países Baixos                                                                    | 23.36         | Sarah Sjöström · Suécia | 23.79   | Aleksandra Gerasimenya · Bielorrússia | 23.83   |
| 100 m Livre     | Ranomi Kromowidjojo · Países Baixos                                                                    | 51.78         | Sarah Sjöström · Suécia | 51.99   | Aleksandra Gerasimenya · Bielorrússia | 52.34   |
| 200 m Livre     | Federica Pellegrini · Itália                                                                           | 1:52.80       | Charlotte Bonnet · França                                                                                                  | 1:53.26 | Veronika Popova · Rússia | 1:53.62 |
| 400 m Livre     | Mireia Belmonte · Espanha                                                                              | 3:56.14       | Lotte Friis · Dinamarca | 3:58.35 | Federica Pellegrini · Itália | 3:58.90 |
| 800 m Livre     | Mireia Belmonte · Espanha                                                                              | 8:05.18       | Lotte Friis · Dinamarca | 8:08.68 | Sharon van Rouwendaal · Países Baixos | 8:14.24 |
| 50 m Costas     | Simona Baumrtová · Chéquia                                                                             | 26.26         | Aleksandra Urbanczyk · Polónia                                                                                             | 26.31   | Michelle Coleman · Suécia | 26.67   |
| 100 m Costas    | Mie Nielsen · Dinamarca                                                                                | 55.99 ,       | Simona Baumrtová · Chéquia                                                                                                 | 56.28   | Daryna Zevina · Ucrânia | 56.94   |
| 200 m Costas    | Daryna Zevina · Ucrânia                                                                                | 2:02.20       | Simona Baumrtová · Chéquia                                                                                                 | 2:03.06 | Katinka Hosszú · Hungria | 2:03.81 |
| 50 m Peito      | Rūta Meilutytė · Lituânia                                                                              | 29.10         | Moniek Nijhuis · Países Baixos                                                                                             | 29.79   | Jennie Johansson · Suécia | 29.80   |
| 100 m Peito     | Rūta Meilutytė · Lituânia                                                                              | 1:02.92       | Rikke Møller Pedersen · Dinamarca                                                                                          | 1:04.39 | Jennie Johansson · Suécia | 1:05.13 |
| 200 m Peito     | Rikke Møller Pedersen · Dinamarca                                                                      | 2:15.21 ,     | Vitalina Simonova · Rússia                                                                                                 | 2:18.88 | Giulia De Ascentis · Itália | 2:20.93 |
| 50 m Borboleta  | Sarah Sjöström · Suécia                                                                                | 24.90         | Jeanette Ottesen · Dinamarca                                                                                               | 25.03   | Inge Dekker · Países Baixos | 25.29   |
| 100 m Borboleta | Sarah Sjöström · Suécia                                                                                | 55.78         | Jemma Lowe · Reino Unido                                                                                                   | 56.32   | Jeanette Ottesen · Dinamarca | 56.42   |
| 200 m Borboleta | Mireia Belmonte · Espanha                                                                              | :01.52 ,      | Franziska Hentke · Alemanha                                                                                                | 2:03.47 | Jemma Lowe · Reino Unido | 2:04.51 |
| 100 m Medley    | Rūta Meilutytė · Lituânia                                                                              | 57.68         | Katinka Hosszú · Hungria                                                                                                   | 57.96   | Siobhan-Marie O'Connor · Reino Unido | 58.26   |
| 200 m Medley    | Katinka Hosszú · Hungria                                                                               | 2:04.33       | Siobhan-Marie O'Connor · Reino Unido                                                                                       | 2:06.73 | Sophie Allen · Reino Unido | 2:06.86 |
| 400 m Medley    | Mireia Belmonte · Espanha                                                                              | 4:21.23       | Katinka Hosszú · Hungria                                                                                                   | 4:24.69 | Aimee Willmott · Reino Unido | 4:25.37 |
| 4x50 m Livre    | Dinamarca · Pernille Blume · Jeanette Ottesen · Kelly Riber Rasmussen · Mie Nielsen · Julie Levisen[b] | 1:37.04 WBT * | Suécia · Michelle Coleman · Sarah Sjöström · Louise Hansson · Magdalena Kuras                                              | 1:37.08 | Rússia · Rozaliya Nasretdinova · Veronika Popova · Elizaveta Bazarova · Svetlana Knyaginina · Mariya Reznikova[b] · Svetlana Chimrova[b] | 1:37.13 |
| 4x50 m Medley   | Dinamarca · Mie Nielsen · Rikke Møller Pedersen · Jeanette Ottesen · Pernille Blume                    | 1:44.81       | Suécia · Michelle Coleman · Jennie Johansson · Sarah Sjöström · Louise Hansson · Josefin Lindkvist[b] · Magdalena Kuras[b] | 1:46.08 | Reino Unido · Fran Halsall · Sophie Allen · Jemma Lowe · Siobhan-Marie O'Connor                                                          | 1:46.56 |

b  Nadadores que participaram apenas das baterias e receberam medalhas
* Melhor tempo do mundo (não é um recorde mundial oficial, porque o órgão regulador mundial FINA não reconhece tempos de revezamento 4 × 50 m)

### Misto
| Evento        | Ouro                                                                                 | Ouro          | Prata                                                                     | Prata   | Bronze                                                                                   | Bronze  |
| 4x50 m Livre  | Rússia · Sergey Fesikov · Vladimir Morozov · Rozaliya Nasretdinova · Veronika Popova | 1:29.53 WBT * | Itália · Luca Dotto · Marco Orsi · Silvia Di Pietro · Erika Ferraioli     | 1:30.26 | Países Baixos · Inge Dekker · Joost Reijns · Sebastiaan Verschuren · Ranomi Kromowidjojo | 1:30.62 |
| 4x50 m Medley | Alemanha · Christian Diener · Caroline Ruhnau · Steffen Deibler · Dorothea Brandt    | 1:39.32       | Chéquia · Simona Baumrtová · Petr Bartůněk · Lucie Svěcená · Tomáš Plevko | 1:39.54 | Itália · Niccolo' Bonacchi · Francesco Di Lecce · Ilaria Bianchi · Erika Ferraioli       | 1:39.68 |

* Melhor tempo do mundo (não é um recorde mundial oficial, porque o órgão regulador mundial FINA não reconhece tempos de revezamento 4 × 50 m)

## Quadro de medalhas
| Ordem | País          | Medalha de ouro | Medalha de prata | Medalha de bronze | Total |
| ----- | ------------- | --------------- | ---------------- | ----------------- | ----- |
| 1     | Rússia        | 5               | 7                | 7                 | 19    |
| 2     | Hungria       | 5               | 4                | 3                 | 12    |
| 3     | Dinamarca     | 4               | 4                | 5                 | 13    |
| 4     | Espanha       | 4               | 2                | 3                 | 9     |
| 5     | França        | 4               | 2                | 2                 | 8     |
| 6     | Lituânia      | 3               | 3                | 2                 | 8     |
| 7     | Itália        | 3               | 2                | 3                 | 8     |
| 8     | Alemanha      | 2               | 0                | 1                 | 3     |
| 8     | Suécia        | 2               | 0                | 1                 | 3     |
| 10    | Países Baixos | 2               | 3                | 4                 | 9     |
| 11    | Ucrânia       | 2               | 0                | 0                 | 2     |
| 12    | Chéquia       | 1               | 3                | 1                 | 5     |
| 13    | Polónia       | 1               | 3                | 0                 | 4     |
| 14    | Sérvia        | 1               | 0                | 0                 | 1     |
| 14    | Eslovênia     | 1               | 0                | 0                 | 1     |
| 16    | Reino Unido   | 0               | 2                | 2                 | 4     |
| 17    | Ilhas Feroé   | 2               | 0                | 1                 | 3     |
| 17    | Israel        | 2               | 0                | 1                 | 3     |
| 19    | Bielorrússia  | 0               | 2                | 2                 | 4     |
| 20    | Bélgica       | 2               | 0                | 1                 | 3     |
| 20    | Irlanda       | 2               | 0                | 1                 | 3     |
| 20    | Portugal      | 2               | 0                | 1                 | 3     |
| Total | Total         | 41              | 41               | 39                | 121   |

Em 13 de maio de 2014, a nadadora russa Yuliya Yefimova foi oficialmente suspensa por uso de doping e perdeu 4 medalhas de ouro e 1 de prata.  Outro nadador russo Vitaly Melnikov foi banido em maio de 2015, o que resultou na perda de uma medalha de prata individual e duas de revezamento para a Rússia. 
Legenda
| Recorde mundial       | Recorde mundial (World record)               |                       | Recorde africano                      | Recorde africano (African) |                                           | Q | Classificado por posição (Qualified) |
| Recorde do campeonato | Recorde do campeonato (Championship record)  | Recorde da América    | Recorde da América (Americas)         | q                          | Classificado por melhor tempo (Qualified) |   |                                      |
| Melhor marca do ano   | Melhor marca do ano (World leading)          | Recorde asiático      | Recorde asiático (Asian)              | DNS                        | Não largou (Did not start)                |   |                                      |
| Recorde nacional      | Recorde nacional (National record)           | Recorde europeu       | Recorde europeu (European)            | DNF                        | Não terminou (Did not finish)             |   |                                      |
| Recorde pessoal       | Recorde pessoal do atleta (Personal best)    | Recorde da Oceania    | Recorde da Oceania (Oceania)          | DSQ / DQ                   | Desclassificado (Disqualified)            |   |                                      |
| Recorde da temporada  | Recorde da temporada do atleta (Season best) | Recorde sul-americano | Recorde sul-americano (South America) | NM                         | Sem marca (No mark)                       |   |                                      |